# Fit in Deutsch
Il Fit in Deutsch è una certificazione della conoscenza della lingua tedesca appositamente sviluppata dal Goethe-Institut per bambini e ragazzi di età compresa tra i 10 e i 16 anni. È concepita sia per studenti che desiderano ottenerla privatamente, sia per gruppi di alunni che vengono iscritti dai rispettivi insegnanti di tedesco nell'ambito della certificazione esterna delle competenze linguistiche per il portfolio scolastico.
Di tale certificato esistono due forme la cui corretta denominazione per esteso è Goethe-Zertifikat A1: Fit in Deutsch 1 e Goethe-Zertifikat A2: Fit in Deutsch 2.

## Goethe-Zertifikat A1: Fit in Deutsch 1 / Goethe-Zertifikat A2: Fit in Deutsch 2
Queste certificazioni presuppongono una conoscenza molto elementare o elementare della lingua tedesca e corrispondono ai primi due livelli, rispettivamente A1 e A2, nella scala di valutazione a sei livelli del Quadro comune europeo di riferimento per la conoscenza delle lingue.
Attestano che si è in grado di capire ed usare espressioni familiari semplici, di uso comune e frequenti (ad es. informazioni sulla persona e sulla famiglia, la spesa, il lavoro, l'ambiente circostante); farsi capire in situazioni comuni e familiari, purché l'interlocutore parli adagio e in maniera chiara; descrivere con frasi semplici la propria provenienza e formazione, l'ambiente circostante e questioni di ordine pratico e quotidiano.
In Italia le relative prove si possono sostenere al Goethe-Institut o presso diversi partner autorizzati. Luoghi, date e prezzi validi per l'intero territorio nazionale sono consultabili in internet alla voce Esami di certificazione della lingua tedesca in Italia.
Requisiti, descrizione delle prove d'esame (scritto+orale), esercizi e materiale informativo per la preparazione sono disponibili in internet sul sito del Goethe-Institut alle voci Goethe-Zertifikat A1: Fit in Deutsch 1 e Goethe-Zertifikat A2: Fit in Deutsch 2.